# Йоган Боскамп
Йоган Боскамп (нід. Johan Boskamp, нар. 21 жовтня 1948, Роттердам) — нідерландський футболіст, що грав на позиції півзахисника. По завершенні ігрової кар'єри — тренер. Футболіст року в Бельгії (1975).
Значну частину кар'єри провів у «Феєнорді», з яким став чотириразовим чемпіоном Нідерландів, дворазовим володарем Кубка Нідерландів, а також вигравав Міжконтинентальний кубок та Кубок УЄФА. Також у складі національної збірної Нідерландів став віце-чемпіоном світу 1978 року.
Як тренер, найвідоміший по роботі з «Андерлехтом», з яким ставав чемпіоном Бельгії, а також ставав володарем національного Кубка і Суперкубка.

## Клубна кар'єра

### «Феєнорд»
Народився 21 жовтня 1948 року в місті Роттердам. У віці 7 років він приєднався до Роттердамської футбольної асоціації Hoop Op Vooruitgang (RVV HOV), де навчався футболу 10 років, перш ніж перейти у «Феєнорд».

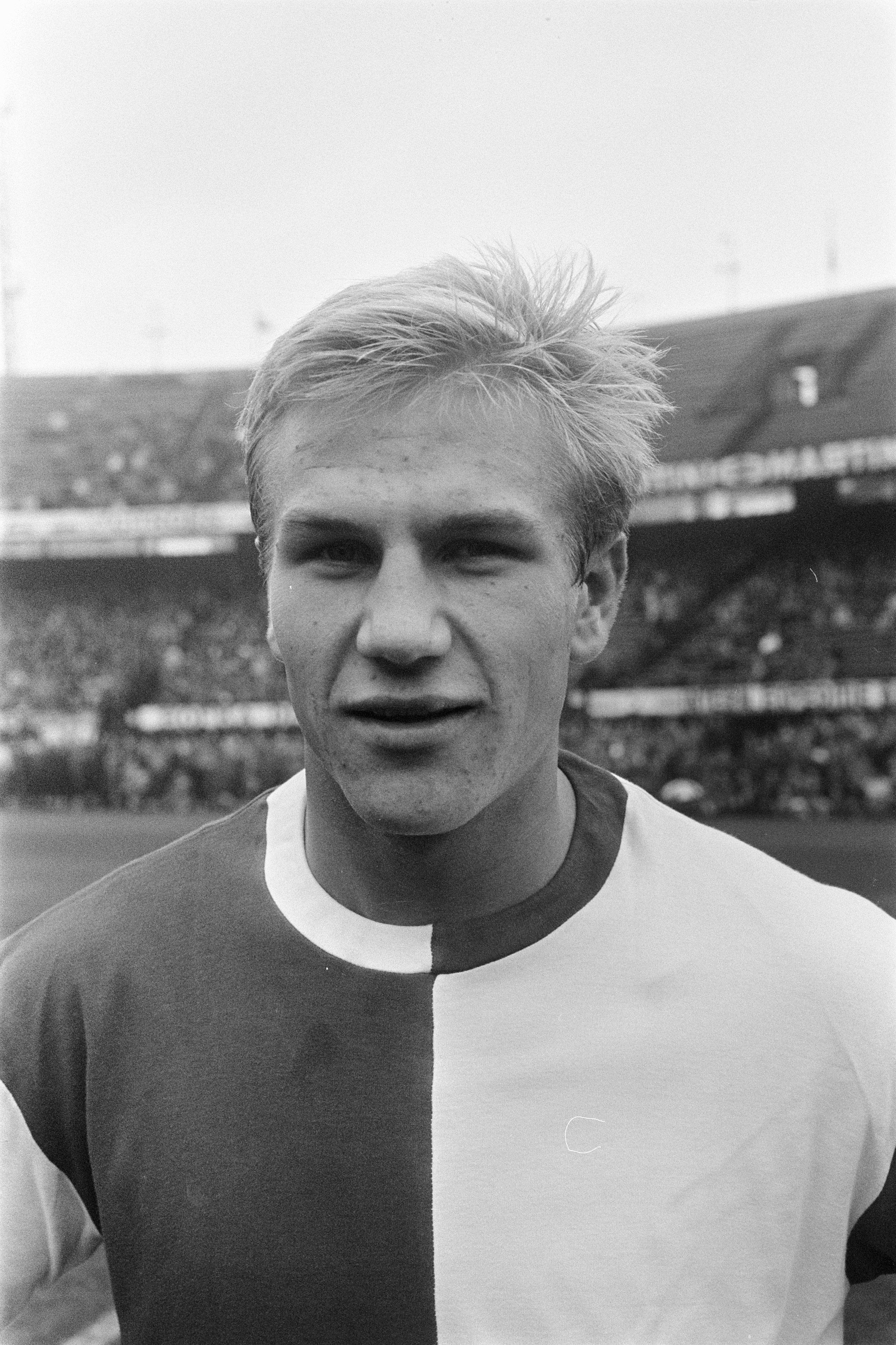
Йоган Боскпап у віці 18 років (1966)

Коли йому було сімнадцять років, він підписав перший контракт з «Феєнордом», в результаті чого став заробляти більше, ніж його батько, який також працював офіцером (стюардом) на Де Кейпі. Після кількох років з молодіжною командою, Боскамп дебютував у першій команді в 1966 році. Молодий півзахисник був спочатку в тіні таких гравців, як Вім ван Ханегем, Вім Янсен і Франц Хазіл, тому основним гравцем не був, хоча в 1969 році він завоював своє перше звання чемпіона Нідерладів і національний Кубок з «Феєнордом».
На сезон 1969/70 Боскамп був відданий в оренду в «Голланд Спорт», що був середняком Ередивізі. В цьому клубі Йоган відразу став основним гравцем, зігравши в 31 матчі чемпіонату, але пропустив європейську чемпіонську кампанію «Феєнорда», який підкорив Кубок європейських чемпіонів за час відсутності Боскампа. Влітку 1970 року він повернувся в «Феєнорд».
У вересні 1970 року Боскпамп був учасником Міжконтинентального кубка, виходячи на заміну в обох матчах проти аргентинського «Естудіантеса» (2:2, 1:0) і допоміг «Феєнорду» стати першим голландським клубом, який виграв цей трофей. Боскамп також виграв своє друге чемпіонське звання пізніше цього сезону. Хоча він зіграв понад 100 матчів за «Феєнорд», він так і не став основним гравцем клубу. У 1974 році він став чемпіоном у третій раз і також виграв Кубок УЄФА. У другому фінальному матчі Йоган вийшов на заміну на 76 хвилині замість данського форварда Йоргена Крістенсена, але через 10 хвилин отримав травму і був змушений покинути поле, тим не менш його команда обіграла з рахунком 2:0 «Тоттенгем Готспур» і здобула трофей. По завершенні цього сезону Боскамп покинув клуб і перейшов у бельгійський «Моленбек».

### Виступи у Бельгії
У новій команді Боскамп відразу став силою і капітаном команди. Під час його виступів клуб перетворився на топ-клуб Бельгії 1970-х. З такими гравцями, як Моріс Мартенс, Ніко де Брі, Віллі Веленс, Оділон Поллеуніс та іншими клуб став серйозним конкурентом для «Андерлехта». У 1975 році «Моленбек» став чемпіоном Бельгії. Через кілька місяців Боскамп також став першим іноземцем, який отримав Золотий бутс найкращому футболісту Бельгії.
Проте в Європі клуб виступав недовго. Вже в другому турі Кубка європейських чемпіонів 1975/76 команда Боскампа вилетіла від югославського «Хайдука» (Спліт). Тим не менш у Бельгії клуб стабільно закінчував у верхній частині таблиці. У сезоні 1976/77 брюссельська команда також досягла півфіналу Кубка УЄФА. На початку 80-х років команда повернулася до середини таблиці. У 1981 році Боскамп також з лютого по березень недовго був тренером команди. Через рік він покинув клуб.

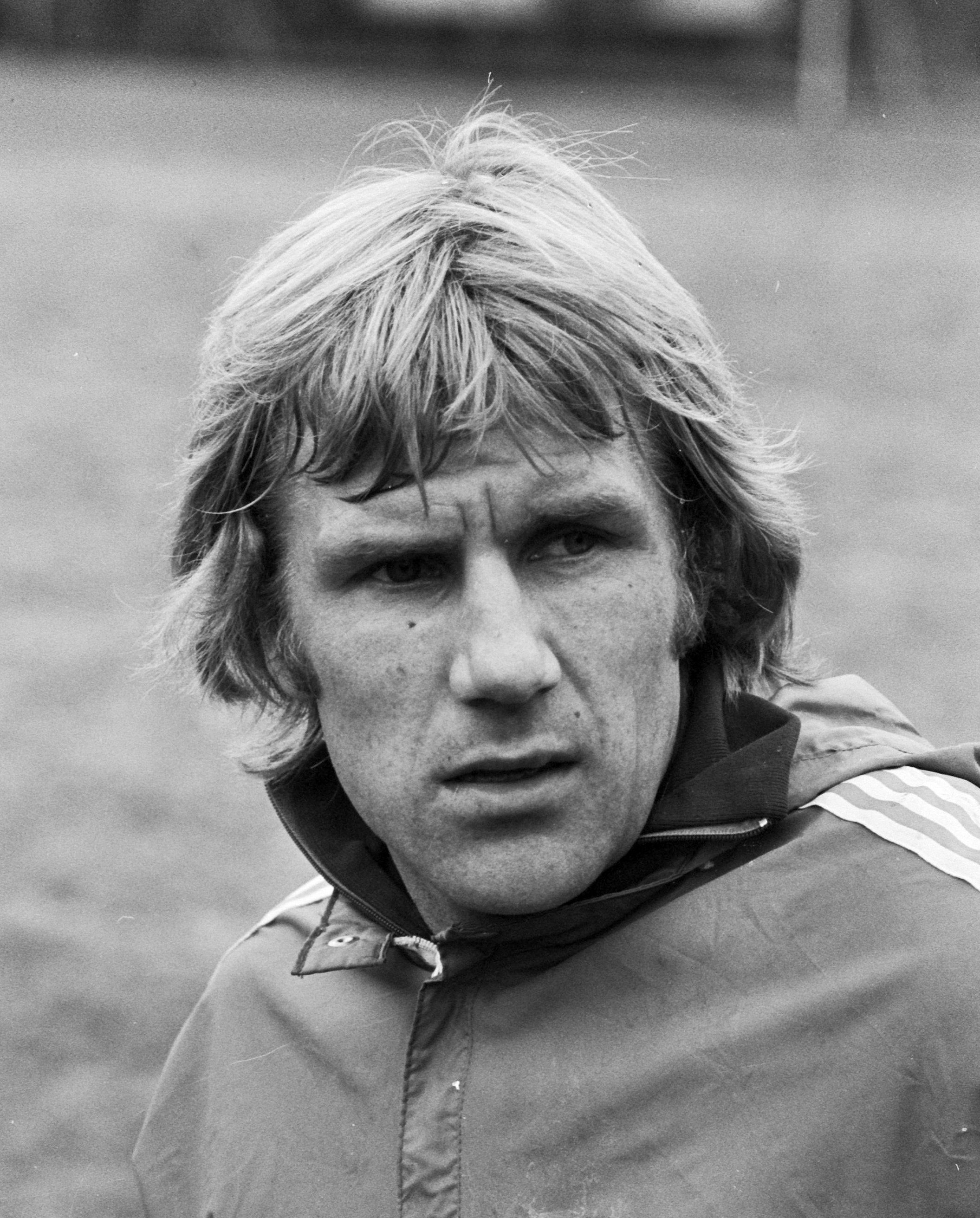
Йоган Боскамп у складі «Моленбека». 1977 рік.

У 1982 році 34-річний півзахисник перейшов до «Льєрса». Там він займався підготовкою до тренерської кар'єри. Як гравець він провів у клубі два сезони і в обох допомагав йому залишитися поза зоною вильоту (14 місце).

## Виступи за збірну
Незважаючи на хороші виступи в «Моленбеку», Боскамп тривалий час не викликався до національної збірної Нідерландів. 5 квітня 1978 року він дебютував у збірній в товариському матчі проти Тунісу. Головним тренером «помаранчевих» тоді був австрієць Ернст Гаппель, який знав Йогана по спільний роботі у «Феєнорді». Нідерланди виграли 4:0, а Боскампа було замінено на 65 хвилині на Віллі ван де Керкгофа.

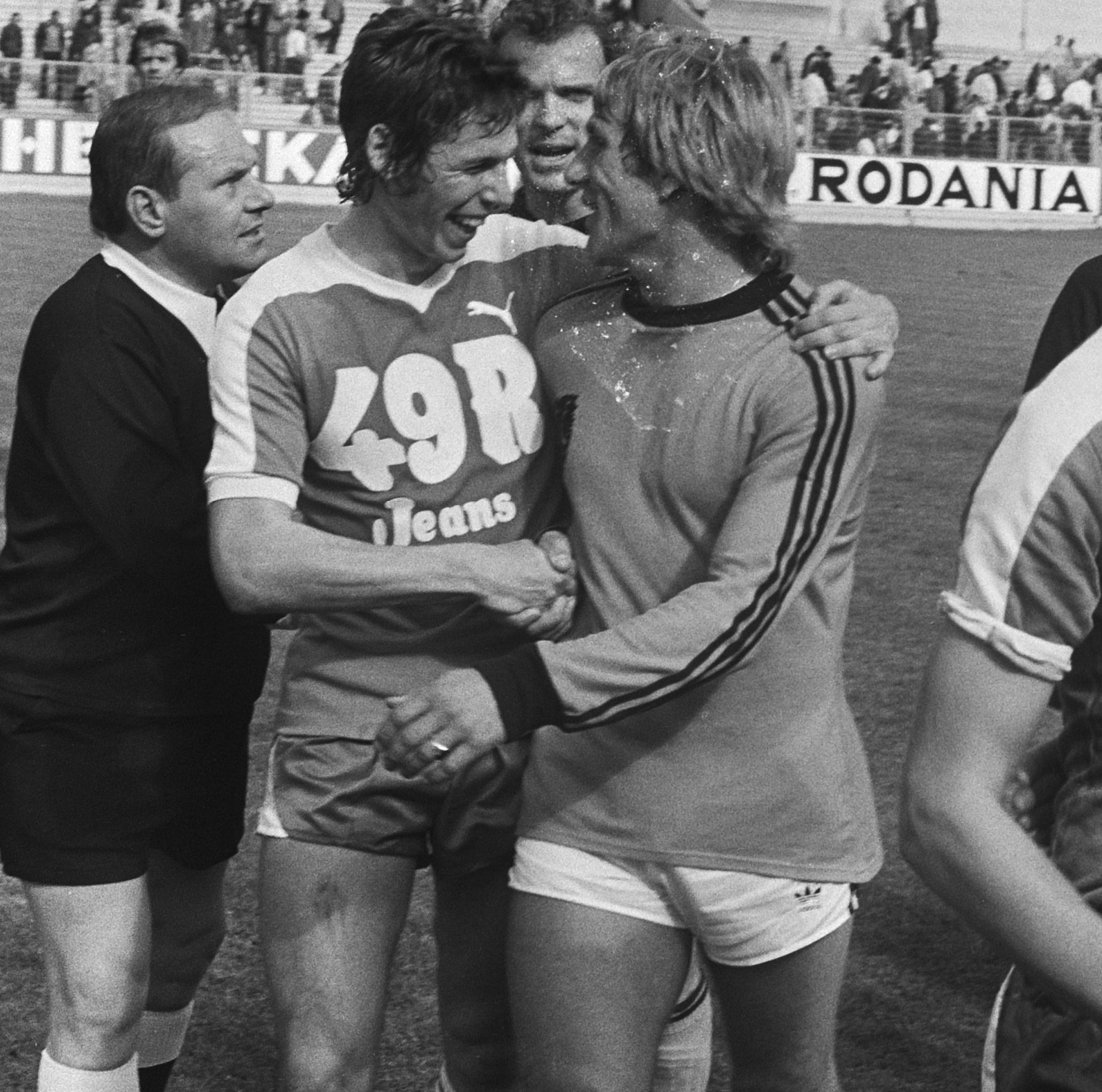
Йоган Боскамп (праворуч) у формі збірної Нідерландів та Рене Вандерейкен після товариського матчу між Нідерландами і «Брюгге». 13 травня 1978 року

Тоді Боскамп також взяв участь у чемпіонаті світу 1978 року в Аргентині. Гаппель взяв Боскамп як дублера, тому на груповій стадії він зіграв лише один матч. Він замінив травмованого Йогана Нескенса на 10 хвилині матчі проти збірної Шотландії. Голландська команда програла гру 3:2, але пройшла до наступного раунду, а в підсумку стала срібним призером турніру. Проте Боскпамп більше не виступав за збірну ні на турнірі, ні по його завершенню.

## Кар'єра тренера

### Початок кар'єри
У 1984 році Боскамп перейшов на посаду тренера «Льєрса». У першому сезоні він зумів врятувати команду від вильоту, але в 1986 році вони стали останніми і вилетіли до другого дивізіону, незабаром після чого Йоган покинув клуб. Уже тоді Боскамп мав око на молоді таланти. У 1986 році у нього дебютував 16-річний дебют Герт Вергеєн.
Наприкінці 1980-х років Боскамп почав працювати у Східній Фландрії. Спочатку він тренував скромний «Дендер», після чого очолив «Беверен». У першому сезоні 1989/90 клуб зайняв 17 місце і вилетів до другого дивізіону, але в наступному відразу з 1 місця повернувся до найвищого рівня. Роком пізніше клуб зайняв місце у середині таблиці.

### «Андерлехт»
У 1992 році Боскамп очолив інший клуб другого дивізіону «Кортрейк» і спробував вивести фламандців у вищий дивізіон, але раптом отримав несподівану пропозицію від топ-клубу, «Андерлехту». Вболівальники клубу не підтримали прибуття Боскампа, оскільки попередній тренер Лука Перузович показував хороші результати і був звільнений з невідомих для них причин. Але Йоган успішно продовжив роботу свого попередника і незабаром здобув свій перший тренерський трофей — чемпіонат країни, а потім і Суперкубок Бельгії 1993 року. З гравцями, такими як Люк Ніліс, Марк Дегріз, Філіпп Альбер та Філіп де Вільде, у нього була сильна команда. У 1994 році він з ними виграв «золотий дубль».
У 1995 році Боскамп виграв третє чемпіонське звання поспіль, повторивши досягнення Білла Гормлі та П'єра Сінібальді, які також виграли три послідовні чемпіонські титули з клубом ще в 1950-х і 1960-х роках відповідно. Після третього титулу Боскамп покинув клуб і його очолив Герберт Нойман. Однак німецький спеціаліст провалив єврокубкову компанію, програвши в кваліфікації Ліги чемпіонів скромному «Ференцварошу», через що вже у серпні був звільнений, хоч і встиг виграти з командою національний Суперкубок. Незабаром після цього Боскпам повернувся і став з «Андерлехтом» віце-чемпіоном Бельгії у 1996 році. Наступного сезону клуб став лише четвертим, після чого Боскамп остаточно його покинув.

### «Гент», Грузія та повернення до Бельгії
1997 року прийняв пропозицію попрацювати у клубі «Гент», замінивши Лея Клейстерса. Перший сезон закінчив з командою на восьмому місці, а через сезон був звільнений у жовтні 1998 року. Потім перебував деякий час без клубу і у 1999 році відправився працювати в Грузію. Він тренував там «Динамо» (Тбілісі), з яким відразу ж виграв національну першість. Також 1999 року на умовах сумісництва став керувати збірною Грузії, але проваливши відбір до чемпіонату Європи 2000 року, був усунений з посади головного тренера.
У сезоні 1999/00 Боскамп повернувся до Бельгії. Він змінив Йоса Хейлігена в лютому 2000 року на посаді головного тренера «Генка». Під його керівництвом «Генк» виграв Кубок Бельгії, розгромивши у фіналі «Льєж». Завдяки цьому клуб пробився у Кубок УЄФА, але команда Боскампа була переможена вже у другому раунді «Вердером». Незабаром після цього перед зимовою перервою 2000/01 він був звільнений з посади.

### Близький Схід
На початку ХХІ століття Боскамп отримав низку фінансово привабливих пропозицій на Близькому Сході. Спочатку він працював у клубі «Аль-Васл» в Об'єднаних Арабських Еміратах, а згодом став тренером клубу «Казма» в Кувейті. У цей період він також був призначений тренером збірної Кувейту.

### «Сток Сіті»
У 2005 році Боскамп переїхав до Англії. Він став тренером клубу другого дивізіону «Сток Сіті» із завданням просування в Прем'єр-лігу. Боскамп привів у клуб низку зарубіжних гравців, зокрема з'явились бельгійці Карл Хуфкенс та Габріель Н'Галула, ісландець Ханнес Сігурдссон, чех Мартін Коларж, малієць Мамаді Сідібе, шотландець Пітер Свіні, а також англійці Марлон Брумс, Пол Галлахер та Люк Чедвік. Він також побив клубний трансферний рекорд, підписавши за 950 000 фунтів форварда льєжського «Стандарда» Самбегу Бангура. Однак результати команди часто були невтішними, і після серії важких домашніх поразок, зокрема від Вотфорда, «Вулвергемптон Вондерерз» та «Кардіфф Сіті», вболівальники почали виявляти невдоволення тренерським штабом. Проте Бангура тоді набрав хорошу форму, забивши сім голів у шести матчах, а Сток виграв шість матчів у листопаді та грудні, повернувшись у боротьбу за підвищення у класі. Проте 2006 рік клуб розпочав вкрай невдало, вигравши всього один матч з десяти і забивши всього шість голів за той час. Однією з причин було те, що Бангура у складі збірної Гвінеї поїхав на Кубок африканських націй 2006 року, де дійшов з командою до чвертьфіналу і не зміг своєчасно повернутися до клубу, що спричинило нестачу голів. В підсумку Боскамп провалив сезон, зайнявши лише 13 місце, внаслідок чого йому не був запропонований новий контракт.

### Завершення кар'єри
У 2006 році нідерландський «Вітесс» хотів призначити Боскампа головним тренером, проте профсіфлка тренерів Нідерландів (Coaches Betaald Voetbal), та їх голова Ян Рекер, виступили проти цього, оскільки Боскамп не мав потрібних документів. Через це Йоган змушений був повертатись до Бельгії, де очолив «Стандард» (Льєж). У новій команді він розкрив молоді таланти, такі як Аксель Вітсель та дозволив дебютувати Маруану Феллаїні. Але результати команди були не такими вдалими і тому його звільнили вже в серпні. Тоді технічний директор Мішель Прюдомм взяв на себе кермо і вийшов у фінал Кубка з «Стандардом» цього сезону.
Наприкінці тренерської кар'єри Боскпам повернувся до двох колишніх команд. Спочатку він був тренером «Дендера», а потім знову працював в «Беверені». У «Дендер» він був найнятий у листопаді 2007 року, коли клуб проводив історичний перший сезон у вищому відділенні. Боскамп зумів врятувати клуб від вильоту, але в наступному сезоні 2008/09 році клуб опинився в плей-оф за право збереження місця в елітному дивізіоні, який програв і вилетів у другий дивізіон. А 19 травня 2009 року Боскампа звільнили після сварки зі своїм помічником Патріком Асельманом, якого й призначили новим тренером.
29 травня 2009 року «Беверен» підписав контракт з Йоганом на три сезони. Раніше він вже був тренером тут з 1989 по 1992 рік. З його призначенням «Беверен» хотів забезпечити швидке повернення на найвищий рівень. Однак, клуб не був задоволений показниками і 28 грудня 2009 року вирішив звільнити Боскампа через передостаннє місце у другому дивізіоні. Тоді він також боровся з проблемами зі здоров'ям.
Після тренерської кар'єри він став скаутом «Феєнорда», де працював до січня 2014 року.

## Титули і досягнення

### Як гравця
- Чемпіон Нідерландів (4):

«Феєнорд»: 1964–65, 1968–69, 1970–71, 1973–74
- Володар Кубка Нідерландів (2):

«Феєнорд»: 1964–65, 1968–69
- Чемпіон Бельгії (1):

«Моленбек»: 1974–75
- Володар Міжконтинентального кубка (1):

«Феєнорд»: 1970
- Володар Кубка УЄФА (2):

«Феєнорд»: 1973–1974
- Співпереможець Кубка Інтертото (3):

«Феєнорд»: 1967, 1968, 1973
- Віце-чемпіон світу: 1978

### Як тренера
- Чемпіон Грузії (1):

«Динамо» (Тбілісі): 1998–99
- Чемпіон Бельгії (2):

«Андерлехт»: 1993–94, 1994–95
- Володар Кубка Бельгії (2):

«Андерлехт»: 1993–94
«Генк»: 1999–2000
- Володар Суперкубка Бельгії (1):

«Андерлехт»: 1993

### Особисті
- Футболіст року в Бельгії: 1975